# System teleinformatyczny
System teleinformatyczny – oznacza każdy system umożliwiający przetwarzanie informacji w formie elektronicznej, w tym wszystkie zasoby niezbędne do jego działania, a także infrastrukturę, organizację, pracowników i zasoby informatyczne. Definicja ta obejmuje aplikacje biznesowe, wspólne usługi IT, systemy obsługiwane na zewnątrz oraz urządzenia użytkownika końcowego.
W prawie polskim system teleinformatyczny to zespół współpracujących ze sobą urządzeń informatycznych i oprogramowania, zapewniający przetwarzanie i przechowywanie, a także wysyłanie i odbieranie danych poprzez sieci telekomunikacyjne za pomocą właściwego dla danego rodzaju sieci urządzenia końcowego.